# Harmonie

Harmonicky znějící durový kvintakord je složený ze tří tónů (základního tónu, velké tercie a čisté kvinty), jejichž frekvence mají v čistém ladění poměr 4:5:6. V reálném provedení má však velká tercie často jiný poměr frekvencí než 5:4. Poměr 5:4 odpovídá intervalu 386 centů, ale rovnoměrně temperovaná velká tercie má 400 centů a pythagorejská tercie s poměrem frekvencí 81:64 dokonce 408 centů. Měření frekvencí i při dobrém provedení potvrzují, že velikost velké tercie se může měnit v tomto rozsahu, a dokonce může ležet i mimo něj, aniž by zněla falešně. Proto neexistuje žádné jednoduché spojení mezi poměry frekvencí a harmonií.

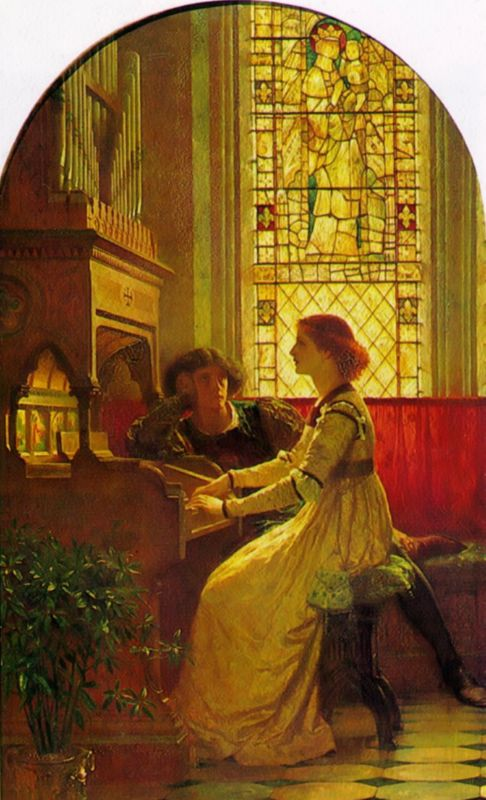
Frank Bernard Dicksee: Harmonie, asi 1877

Slovo harmonie znamená obecně soulad, souzvuk, souznění. Jeho nejčastější užití spočívá v akustice při studiu současně znějících tónů a akordů v hudbě, jedná se tedy o název pro nauku zabývající se hudební harmonií po teoretické stránce, případně o kompoziční techniku používanou při vytváření homofonní hudby. Zároveň ale může jít o označení pouhého souzvuku či souladu, méně často se tímto slovem také označuje soubor dechových nástrojů – dechová harmonie.
Opakem harmonie je disharmonie, která v hudbě označuje nehezký či nepříjemný souzvuk. Nelze jej ovšem obecně chápat jako něco objektivně nepatřičného, neboť může být zcela záměrnou součástí skladby.

## Původ slova
Slovo harmonie pochází z řečtiny ἁρμονία (harmonía), které znamená „hodit se k sobě nebo spojovat“. Koncept harmonie pochází od Pythagora.

## Pojem
Harmonie spolu s melodií a rytmem patří k základním prvkům, definujícím hudební projev klasického evropského typu. V praxi se pak o harmonii hovoří jako o „vertikálním“ aspektu hudby, zatímco „horizontálním“ aspektem je právě melodie. Harmonie je považována za určitý protipól polyfonie, která je založená na současném znění několika melodických linek nebo motivů.
Harmonie je nejčastěji výsledkem současného souznění dvou nebo více tónů, přesto je možné tvořit harmonii i s použitím pouze jediné melodické linky. Existuje mnoho skladeb pro sólové nástroje (např. housle), kde je použití akordů velmi vzácné, přesto vytvářejí dojem plné harmonie.